# Ljudmila Petrusjevskaja
Ljudmila Stefanovna Petrusjevskaja (ryska: Людмила Стефановна Петрушевская), född 26 maj 1938 i Moskva i dåvarande Sovjetunionen, är en rysk författare, bildkonstnär och sångare.
Petrusjevskaja betraktas som en av Rysslands främsta samtida författare. Hennes författarskap kombinerar postmodernistiska tendenser med psykologiska insikter och parodiska inslag, och har jämförts med Anton Tjechov. Under de senaste decennierna, har hon varit en av de mest hyllade samtida författarna i östra Europa.
Hon var medförfattare till filmen Bilder ur en barndom (1979), vid flera tillfällen utnämnd till världens bästa animerade film. Sedan slutet av 1980-talet har hennes pjäser, noveller och romaner publicerats på mer än 30 språk.
År 1991 tilldelades hon det prestigefulla Pusjkinpriset. Hon är därtill tvåfaldigt nominerad till det Ryska Bookerpriset.
Petrusjevskaja har parallellt med författarskapet även rönt framgångar som sångerska och bildkonstnär.

## Utgivet på svenska
- Odödlig kärlek: berättelser (Бессмертная любовь), översättning: Hans Björkegren, Wahlström & Widstrand, 1991
- Tiden är natt (Время ночь), översättning: Barbara Lönnqvist, Norstedts, 1999